# Capitoli di Ranma ½

Copertina del primo volume della prima edizione Star Comics

Questa è la lista dei capitoli del manga Ranma ½ di Rumiko Takahashi. La storia narra di Ranma Saotome, un giovane artista marziale che per effetto di una maledizione si trasforma in donna se bagnato con acqua fredda. L'acqua calda annulla l'effetto della trasformazione, ma il ragazzo è alla ricerca di una cura definitiva per il suo problema. Oltre alla maledizione, Ranma deve fare i conti con una serie di pretendenti, propinategli dal padre avido e impulsivo.
In Giappone i capitoli sono stati serializzati settimanalmente sulla rivista Weekly Shōnen Sunday di Shōgakukan dal 1987 al 1996. La Shōgakukan ha raccolto i singoli capitoli in 38 volumi tankōbon, pubblicati poco dopo l'inizio della serializzazione, con il primo albo uscito nell'aprile 1988 e l'ultimo nel giugno 1996. Tra il 2002 e il 2003 la Shōgakukan ha ripubblicato i volumi della serie in formato shinsōban e con nuove immagini di copertina. Nel 2017 è iniziata una nuova edizione del manga con volumi da circa 350 pagine ciascuno.
Esistono quattro edizioni italiane di questo manga: la prima, incompleta, è stata iniziata dalla Granata Press e poi interrotta, le altre sono state pubblicate dalla casa editrice Star Comics, rispettivamente in 53 volumi sulla testata Neverland, in 38 sulla testata Greatest seguendo la suddivisione dei tankōbon giapponesi e la New Edition di nuovo sulla testata Neverland. Il seguente elenco dei capitoli fa riferimento alla suddivisione dell'edizione Greatest.

## Volumi 1-10
| 1  | 15 aprile 1988 | ISBN 4-09-122031-2 | maggio 2001    |
| 1  | Capitoli - 1. Arriva Ranma (らんまが来た?, Ranma ga kita) - 2. Il segreto di Ranma (らんまの秘密?, Ranma no himitsu) - 3. Odio i ragazzi! (男なんか大っ嫌い?, Otoko nanka daikkirai) - 4. Il fidanzato di Akane (断じて認めん?, Danjite mitomen) - 5. La ragazza con la teiera sull'albero (木の上のヤカンの女へ?, Ki no ue no yakan no onna he) - 6. Corpo e cuore (心も体も?, Kokoro mo karada mo) - 7. Te ne accorgerai (すぐにわかるよ?, Sugu ni wakaru yo) - 8. La fiamma del dottore (好きな女がいるんだから?, Suki na hito ga irun dakara) |                    |                |
| 1  | Trama Genma Saotome ritorna in Giappone da un fatidico viaggio di allenamento nelle arti marziali alle sorgenti maledette con suo figlio Ranma, a causa del quale il primo è condannato a trasformarsi in un panda e il secondo in una ragazza quando vengono spruzzati con acqua fredda. L'acqua calda inverte l'effetto. Si trasferiscono dal vecchio amico di Genma, Soun Tendo, nella sua casa di Nerima, Tokyo, con l'aspettativa che una delle sue tre figlie sposerà Ranma. Le due sorelle maggiori Kasumi e Nabiki convincono la sorellina Akane ad accettare il fidanzamento, anche se Akane e Ranma si detestano immediatamente a causa della sfiducia di Akane nei confronti dei ragazzi e della maledizione di Ranma. Ranma si appresta a frequentare la stessa scuola di Akane e Nabiki, cercando ovviamente, di tenere nascosta la sua condizione: inizia subito però a rivaleggiare con Tatewaki Kuno, il quale si considera unico spasimante ufficiale di Akane e non tollera che qualcun altro possa intromettersi per rubargli il posto. Durante il combattimento, Ranma precipita nella piscina della scuola e riappare trasformato in ragazza: Kuno ha così la prima apparizione della "ragazza col codino" e ne rimane letteralmente affascinato. Akane si allena duramente nella palestra del dojo Tendo; la sua forza è tale che finisce per ferire Ranma. Il ragazzo viene allora accompagnato da Akane dal dottor Ono Tofu, un bravissimo medico che si occupa di pranoterapia, che gli cura facilmente le contusioni procurategli da Akane: egli è in realtà innamorato pazzamente di Kasumi Tendo; Akane, che prova per lui una cotta, se ne rende ben presto conto. |                    |                |
| 2  | 15 maggio 1988 | ISBN 4-09-122032-0 | giugno 2001    |
| 2  | Capitoli - 9. Sei carina quando sorridi (笑うとかわいいよ?, Warau to kawaii yo) - 10. Sulle tracce di Ranma (乱馬を追って来た男?, Ranma wo otte kita otoko) - 11. L'incontro scontro (対決?, Taiketsu) - 12. Problemi personali (続・対決?, Zoku taiketsu) - 13. Niente... o quasi (けがはなくとも?, Kega wa naku to mo) - 14. Non sei carina (かわいくねえ?, Kawaikunē) - 15. La trasformazione di Ryoga (良牙変身?, Ryōga henshin) - 16. Come si fa a non odiarti? (恨んで当然?, Urande tōzen) - 17. Kodachi, la rosa nera (黒バラの小太刀?, Kuro bara no Kodachi) |                    |                |
| 2  | Trama Giunge davanti alla scuola frequentata da Ranma Ryoga Hibiki, per sfidarlo a duello e regolare così un vecchio conto in sospeso. Il duello si svolge inizialmente all'interno del cortile della scuola, per poi spostarsi al vicino zoo: qui Ryoga viene a conoscenza della maledizione accaduta a Ranma. Intanto una delle armi di Ryoga, sfuggita al suo controllo, taglia di netto i capelli ad Akane. A seguito dell'incidente, la sorella Kasumi l'aiuta a crearsi una nuova pettinatura coi capelli corti. La sera seguente Akane scorge nelle vicinanze di casa un maialino nero e gli dà il nome di P-chan. Questa è la maledizione che deve subire Ryoga a seguito della caduta nelle sorgenti maledette. Ranma si rende ben presto conto che dietro le sembianze di P-chan si cela Ryoga. Akane accetta la richiesta proveniente dal team di ginnastica ritmica d'andar in loro soccorso, dopo che questo è stato sfidato da Kodachi Kuno detta la Rosa Nera (sorella minore di Tatewaki). |                    |                |
| 3  | 15 luglio 1988 | ISBN 4-09-122033-9 | luglio 2001    |
| 3  | Capitoli - 18. La rosa nera si innamora (黒バラの恋?, Kuro bara no koi) - 19. Abbi cura di mia sorella (妹をよろしく?, Imōto wo yoroshiku) - 20. Devi perdere (負けてもらうぜ?, Makete morau ze) - 21. Un match bollente (熱闘新体操?, Netto shintaisō) - 22. Un nuovo amore (あきらめますわ?, Akiramemasu wa) - 23. Cara Charlotte (愛しのシャルロット?, Itoshi no Sharurotto) - 24. Quel maledetto bacio (リンクにくちづけ?, Rinku ni kuchiduke) - 25. Labbra in imbarazzo (戸惑うくちびる?, Tomadō kuchibiru) - 26. Labbra in guerra (リップ・バトル?, Rippu batoru) |                    |                |
| 3  | Trama Durante i preparativi del duello Kodachi scorge Ranma e se ne innamora perdutamente all'istante. Il giorno previsto per il torneo s'avvicina, ma Akane si procura una distorsione alla caviglia che le impedisce di parteciparvi. A Ranma non rimane altro da fare che diventar il suo sostituto; trasformatosi in ragazza s'appresta ad affrontar Kodachi nella gara di ginnastica. Nonostante tutti i trucchi messi in atto da Kodachi e l'intromissione di Ryoga come P-chan, il quale cerca con tutte le forze di far perdere Ranma, nella sua forma di "ragazza col codino" sconfigge la sorella di Tatewaki. Mentre Akane pattina sul ghiaccio con le sue compagne di classe, Azusa Shiratori, viziata ragazzina campionessa di pattinaggio, nota sulla pista P-chan e se ne innamora, prendendolo e portandolo via con sé. In verità la ragazzina è cleptomane e quando qualcosa di carino l'attira, se la prende, dopo avergli assegnato un nome, poco importa se si tratta di un oggetto o di un essere vivente. Akane rivendica il suo porcellino e allora Azusa la sfida ad una gara di pattinaggio: chi vince, avrà in premio P-chan. Tutto si complica quando Mikado Sanzenin, partner di Azusa, bacia davanti a tutti Ranma ragazza, intenta ad imparare a pattinare. Inizia una strana battaglia, con Mikako che cerca di baciare Ranma quando questi si trova in forma femminile. |                    |                |
| 4  | 15 settembre 1988 | ISBN 4-09-122034-7 | agosto 2001    |
| 4  | Capitoli - 27. Non ti lascio (この手ははなさない?, Kono te ha hanasanai) - 28. Sfida on the rocks (背水の陣?, Haisui no jin) - 29. Ryoga esplode (良牙爆発?, Ryoga <shakuhatsu) - 30. In acqua per amore (愛の水柱?, Ai no mizu<sbashira) - 31. Il bacio della morte (死の接吻?, Shi no seppun) - 32. Woo ai nii (我爱你?, Wō ai nii) - 33. Akane vs Shan-pu (あかねVS.シャンプー?, Akane VS. Shanpū) - 34. Una tecnica smemorabile (必殺シャンプー?, Hissatsu Shanpū) - 35. Lo shampoo 119 (ブレンドナンバー119?, Burendo nanbā 199) - 36. Le parole dell'anima (別了（ビエラ）?, Bie ra) |                    |                |
| 4  | Trama Mentre Ranma e Akane si trovano a dover affrontare assieme la coppia composta da Azusa e Mikako, Ryoga diventa talmente geloso da cercar di sbarazzarsi in maniera definitiva del rivale in amore. Purtroppo per lui però il piano non va esattamente come aveva previsto. Shampoo, un'amazzone guerriera sconfitta a suo tempo in Cina da Ranma-ragazza, giunge in Giappone col chiaro intento di vendicarsi ed ucciderla: questa volta però si trova ad aver a che fare con Ranma-maschio ed esserne da lui sconfitta, ma questo sviluppo complica decisamente le cose. La legge vigente all'interno della sua tribù di donne guerriere dice che se una donna sconfigge un'amazzone deve essere uccisa, mentre se è un uomo a batterla è destinato a diventare il suo sposo. Avendo deciso che Ranma è destinato esclusivamente a lei, Shampoo applica sulla rivale Akane la sua portentosa tecnica di "lavaggio dei capelli", che magicamente le fa cancellare tutti i ricordi riguardanti Ranma. Ranma riesce a ripristinare la memoria di Akane utilizzando tutta una serie di insulti nei suoi riguardi tra cui quello, terribile per Akane, di "non hai un minimo di sex-appeal!" Infine rivela a Shampoo il suo essere femminile: la ragazza confusa, sconvolta e con il cuore spezzato, si appresta a tornarsene in Cina. |                    |                |
| 5  | 15 novembre 1988 | ISBN 4-09-122035-5 | settembre 2001 |
| 5  | Capitoli - 37. Il punto debole (弱点さがし?, Jakuten sagashi) - 38. Trovato! (弱点みつけた?, Jakuten mitsuketa) - 39. Benvenuti nell'inferno felino (猫地獄への招待?, Neko jigoku he no shōtai) - 40. Matto come un gatto (猫拳パニック?, Neko-ken panikku) - 41. Il bacio (誰でもよかったの?, Dare demo yokatta no) - 42. Shan-pu alla riscossa (シャンプー再来日?, Shanpū sairainichi) - 43. L'attacco di Mousse (ムース襲来?, Mūsu shūrai) - 44. È quasi magia Ranma (格闘演芸会?, Kakutō engei-kai) - 45. Lo tsubo dei nonni di Edo (猫舌やぶり?, Neko shita yaburi) - 46. La pillola della fenice (秘薬THE不死鳥丸?, Hiyaku THE fushichō-gan) - 47. La fiera (夜店でバトル?, Yomise de batoru) |                    |                |
| 5  | Trama Tatewaki viene a sapere da Hikaru Gosunkugi che Ranma prova un timore compulsivo nei confronti dei gatti; cercherà ovviamente di utilizzare questo fatto a suo vantaggio facendo lanciare da Gosunkugi un branco di gatti selvatici lungo la strada percorsa da Ranma. Terrorizzato come non mai Ranma perde totalmente il controllo di sé stesso e comincia a comportarsi egli stesso come un gatto, finendo per scatenare una tecnica mortale detta "Colpo del gatto". Successivamente gatto riesce ad introdursi nel dojo Tendo, con grande orrore di Ranma. Peggio ancora, il felino risulta essere la trasformazione di Shampoo: la ragazza ha preso la risoluzione di rimaner a vivere in Giappone assieme alla sua vispa bisnonna Obaba. Nel frattempo Ranma si trova a dover affrontare un nuovo avversario, Mousse, il quale si considera unico pretendente ufficiale alla mano di Shampoo e che pertanto vede Ranma come un rivale nella conquista del cuore della ragazza. Ranma si rende conto di essere stato maledetto da Obaba, il che gli impedisce di tornar alla sua originaria forma maschile dopo essersi trasformato in ragazza. Per riuscire ad ottener dalla vecchietta l'antidoto deve imparare a padroneggiare perfettamente la leggendaria tecnica delle castagne. |                    |                |
| 6  | 15 gennaio 1989 | ISBN 4-09-122036-3 | ottobre 2001   |
| 6  | Capitoli - 48. La disfida dei cocomeri (スイカ割りバトル?, Suika wari batoru) - 49. Battaglia all'ultimo squalo (婿とりマリンウォーズ?, Muko tori marin wōzu) - 50. L'attacco del pesce-gatto (突撃 シー・キャット?, Totsugeki shii kyatto) - 51. Soci (わしと組まんか?, Washito kumima n ka) - 52. Addestramento culinario (修行DEディナー?, Shugyou DE dinā) - 53. Lo tsubo detonatore (爆砕点穴?, Bakusai tenketsu) - 54. Il ragazzo immortale (不死身の男?, Fujimi no otoko) - 55. Contromossa vincente (爆砕勝負?, Bakusai shoubu) - 56. La disfida del tè (格闘茶道どす?, Kakutō sadō dosu) - 57. Satsuki è lei (茶月はんどす?, Satsuki ha n dosu) - 58. ...e vissero felici e contenti (縁談成立どす?, Endan seiritsu dosu) |                    |                |
| 6  | Trama Tutti i protagonisti si trovano in vacanza in una rinomata località di mare; Ranma si trova a dover competere nella corsa dei pupazzi di neve, questo nel tentativo di vincere la famosa pillola promessagli da Obaba che lo farebbe guarire dalla stimolazione del nervo del gatto. Stanco di essere continuamente sconfitto in duello da Ranma, Ryoga chiede ad Obaba di allenarlo nelle sue più micidiali tecniche segrete: si dirigono quindi in direzione dello sperduto luogo di allenamento in cima alla montagna, dove nessuno li può scorgere o spiare. Tutto per scoprire che Genma, Ranma e Akane si trovano li anche loro per allenarsi. Sentaro Daimonji, ultimo erede della famiglia depositaria della tecnica di combattimento della cerimonia del tè, si innamora di Ranma ragazza. Viene organizzato un combattimento tra Ranma e Sanae, la scimmia della futura moglie di Sentaro, Satsuki. Alla fine, i due si sposano. |                    |                |
| 7  | 15 giugno 1989 | ISBN 4-09-122037-1 | novembre 2001  |
| 7  | Capitoli - 59. Consegne a domicilio (格闘出前レース?, Kakutō demae rēsu) - 60. Verso il traguardo (ゴールをめざせ?, Gōru wo mezase) - 61. Ramen? (召しませ ラーメン?, Meshimase rāmen) - 62. No, grazie! (食ってたまるか?, Kutte tamaru ka) - 63. Il ritorno del malvagio (“邪悪”の復活?, "Jāku" no fukkatsu) - 64. Un uomo fuori dal comune (ただ者ではない?, Tada mono dehanai) - 65. Lotta al bagno pubblico (バトル・ザ・銭湯?, Batoru ze sentō) - 66. Moonlight bomber (ムーンライト ボンバー?, Mūnraito bonbā) - 67. La rabbia di Happosai (八宝斉 怒る?, Happosai ikaru) - 68. La fragranza antifemmine (効きます 女嫌香?, Kikimasu nyokenko) - 69. Il contrattacco dei vecchi allievi (親父の逆襲?, Oyaji no gyakushu) |                    |                |
| 7  | Trama Soun e Genma rimangono letteralmente terrorizzati appena si presenta davanti a loro il vecchio maestro d'entrambi, Happosai, fondatore d'un'importantissima scuola d'arti marziali. Le sue abilità nel combattimento sono superate solamente dalla sua smania ossessiva d'impossessarsi di biancheria intima femminile. La vasca da bagno nella casa Tendo si è rotta, cosicché tutti si trovano costretti ad andare ai bagni pubblici; i guai hanno inizio quando Happosai, l'arzillo vecchietto sempre pronto ad "atti maniaci", non utilizza questa possibilità per vedere finalmente Akane e Nabiki nude. Ranma e Happosai si trovano nuovamente di fronte, contrapposti l'uno all'altro, col primo che è riuscito a procurarsi uno spray che produce una repulsione nei confronti delle belle e giovani donne. |                    |                |
| 8  | 15 settembre 1989 | ISBN 4-09-122038-X | dicembre 2001  |
| 8  | Capitoli - 70. Concentrato di fonte (即席男溺泉?, Sokuseki Nanniichuan) - 71. Non intrometterti! (助太刀無用?, Sukedachi muyo) - 72. L'uomo con le insegne (恐怖、看板男?, Kyofu, kanban otoko) - 73. One more kiss (ワンモア キッス?, Wan moa kissu) - 74. Romeo e Giulietta (バトルロイヤル・ロミオ?, Batoru roiyaru Romeo) - 75. Romeo sono Io! (おれがロミオだ?, Ore ga Romeo da) - 76. Il gioco di Giulietta (ジュリエット ゲーム?, Juliet gemu) - 77. Il bacio della vittoria (勝利のキッス?, Shori no kissu) - 78. Nan nichuan giapponese (めざせ、和風男溺泉?, Mezase, wafu Nanniichuan) - 79. Trappola nello spogliatoio femminile (女子更衣室の罠?, Joshi koishitsu no wana) - 80. Notizie dalla nan nichuan (和風男溺泉からのお知らせ?, Wafu Nanniichuan kara no o shirase) |                    |                |
| 8  | Trama Al dojo Tendo giunge una lettera di sfida ufficiale; Soun Tendo incarica Akane e Ranma di rispondere, hanno il compito di difendere il suo onore. Il ragazzo si trova tuttavia a dover affrontare anche altre questioni: Shampoo gli promette difatti di dargli una cura miracolosa contro la maledizione che lo trasforma in ragazza, ma questo solamente se accetterà un appuntamento galante con lei. Successivamente Akane viene scelta per interpretare la parte di Giulietta alla recita scolastica di fine anno: Kuno, Gosukungi e Happosai si contendono invece ferocemente la parte di Romeo. Ryoga trova una mappa in cui è chiaramente indicata l'ubicazione d'una fonte che dovrebbe guarire dalla maledizione causata dalle sorgenti maledette; mancandogli del tutto il senso dell'orientamento chiede l'aiuto di Ranma per trovarla. Alla fine scoprono ch'essa si trova esattamente sotto lo spogliatoio femminile della scuola |                    |                |
| 9  | 15 dicembre 1989 | ISBN 4-09-122039-8 | gennaio 2002   |
| 9  | Capitoli - 81. I Biscotti della rosa nera (黒バラクッキー?, Kuro bara kukki) - 82. Never give up (ネバー ギブアップ?, Nega gibuappu) - 83. Portami al bagno (私をお風呂につれてって?, Watashi o ofuro ni tsurete tte) - 84. Mangio tutto (全部食っちゃうぞ?, Zenbu kutchau zo) - 85. Ukyo dell'okonomiyaki (お好み焼きの右京?, Okonomiyaki no Ukyō) - 86. Battaglia mortale (お好みデスマッチ?, Okonomi desumatchi) - 87. L'identità di Ukyo (右京の正体?, Ukyo no shotai) - 88. Ryoga vs Ukyo (良牙VS.右京?, Ryōga vs. Ukyō) - 89. Lettere d'amore (完璧なラブレター?, Kanpeki na rabureta) - 90. La fidanzata di Ryoga (私は良牙の許婚?, Watashi wa Ryōga no iinazuke) - 91. Un appuntamento da sogno (憧れのデート?, Akogare no deto) |                    |                |
| 9  | Trama Ranma è sempre stato fermamente convinto non esserci nulla di più terribile e spaventoso della cucina di Akane; questo almeno fino a quando non fece esperienza delle capacità culinarie di Kodachi Kuno. La sorella minore di Kuno si dimostra essere una ragazza davvero testarda, viziata e un po' pazza, esattamente come il fratello; inoltre non è il tipo da arrendersi facilmente e deve sempre riuscire ad ottenere ciò che vuole, in questo caso quel che desidera è proprio Ranma. Intanto un abilissimo chef di nome Ukyo Kuonji, esperto in produzione di okonomiyaki, si presenta in città con l'intenzione di sfidare Ranma; sembra che i due ragazzi si siano conosciuti molti anni addietro. Quel che è certo è che Ukyo prova un forte ed antico rancore nei confronti della famiglia Saotome ed è giunto fino a lì con l'esclusivo desiderio di vendicarsi. Ranma e Ukyo si affrontano, ma quando Ranma decide di reagire ai colpi non c'è storia. Alla fine si scopre che Ukyo è una ragazza e che è anche lei fidanzata con Ranma (sempre per decisione del padre, nonostante lui fosse già promesso a una delle figlie di Soun Tendo, per potersi prendere il suo chiosco di okonomiyaki). I due giungono ad una discussione, al termine della quale Ukyo dimentica la vendetta perché è ancora innamorata di Ranma. Ukyo, per poter sposare Ranma, deve sbarazzarsi dell'attuale rivale Akane; per riuscirci cerca di farla uscire con Ryoga. |                    |                |
| 10 | 15 aprile 1990 | ISBN 4-09-122040-1 | febbraio 2002  |
| 10 | Capitoli - 92. Happy e Cologne (ハッピーとコロン?, Happy to Cologne) - 93. Amore passeggero (一瞬の恋?, Isshun no koi) - 94. Non m'innamorerò mai! (誰が惚れるか?, Dare ga horeru ka) - 95. Il sequestro di Akane (さらわれたあかね?, Sarawareta Akane) - 96. Il pieno (乱馬アヒル化計画?, Ranma ahiru ka keikaku) - 97. Akane diventa anatra (あかねアヒルになる?, Akane ahiru ni naru) - 98. Coraggio, Mousse! (がんばれムース?, Ganbare Mousse) - 99. La felicità di Mousse (ムースのしあわせ?, Mousse no shiawase) - 100. Tsubasa Kurenai (突撃！紅つばさ?, Totsugeki! Kurenai Tsubasa) - 101. Sfida di bellezza (突撃！ランチタイム?, Totsugeki! Ranchitaimu) - 102. Un appuntamento corretto (突撃！正しいデート?, Totsugeki! Tadashii deto) |                    |                |
| 10 | Trama Happosai trova tre pillole dell'amore: dopo esser stata ingerita, la pillola si attiva appena viene guardato negli occhi un'altra persona. Dopo che Akane per errore se ne mangia una, ecco che tutti iniziano ad impedirle di guardare quella che loro ritengono la "persona sbagliata". Torna a farsi vedere Mousse, il quale cerca niente meno che di rapire Akane ma, a causa della forte miopia che lo affligge, sbaglia bersaglio. Toccherà ancora una volta a Ranma andare ad affrontarlo. Akane si rende conto che se Ranma venisse ufficialmente sconfitto in duello da Mousse, Shampoo si troverebbe costretta a recedere dai suoi desideri nei confronti del ragazzo; insieme cercano di truccare la sfida e far vincere l'avversario, ma il loro intento si rivela molto più difficile da mettere in pratica di quanto apparisse. Un nuovo personaggio fa la sua apparizione, Tsubasa Kurenai; a prima vista sembra essere una ragazza innamorata di Ukyo. Ranma si trova costretto a sfidarla e rimane perplesso quando si rende conto che il suo fascino femminile (quando si trova trasformato in ragazza) sulle altre ragazze non sembra aver alcun effetto se c'è anche Tsubasa lì vicino. Infine capisce che in realtà Tsubasa è un maschio travestito. |                    |                |

## Volumi 11-20
| 11 | 15 giugno 1990 | ISBN 4-09-122431-8 | marzo 2002     |
| 11 | Capitoli - 103. Ryoga torna a casa (良牙 家に帰る?, Ryoga ie ni kaeru) - 104. Bentornato fratellino! (おかえりなさい おにちゃん?, Okaeri nasai oniichan) - 105. Yoiko si è smarrita (迷子の良い子?, Maigo no Yoiko) - 106. La tecnica segreta dei sogni (まぼろしの奥義?, Maboroshi no ogi) - 107. La pergamena (秘伝書を奪え?, Hidensho o ubae) - 108. Esplode l'happo daikarin (炸裂!!八宝大華輪?, Sakuretsu!! happo-dai-karin) - 109. Voglio abbracciarti (抱きしめずにはいられない?, Dakishimezu ni wa irarenai) - 110. Abbracciami tonight (抱きしめてTONIGHT?, Dakishimete TONIGHT) - 111. Power up (あかね パワーアップ?, Akane pawa appu) - 112. L'hanetsuki della straforza fisica (剛力羽根つき?, Goriki hanetsuki) - 113. Effetti collaterali (副作用の悲劇?, Serious Side Effects) |                    |                |
| 11 | Trama Happosai fa in modo d'accompagnare Akane quando, assieme alle compagne, decide di recarsi alle locali sorgenti termali: ma Ranma, Genma e Soun tentano in ogni modo di rovinare i suoi piani da maniaco. Il vecchietto sceglie di difendersi utilizzando la sua tecnica più segreta. Purtroppo per lui però ha dimenticato le istruzioni, le quali si trovano in un'antica pergamena: si mette pertanto alla sua ricerca. Nel disperato tentativo di riuscire a farsi abbracciare da Ranma, Shampoo riesce a fargli assaggiare un nikuman contenente un fungo magico che provoca, in chi lo ingoia, l'obbedienza assoluta ai propri comandi ogni qual volta venga dato un certo segnale. Ma proprio mentre Shampoo sta pensando a quale segnale imprimere nella mente di Ranma ecco che un gatto starnutisce vicino a lui: d'ora in poi Ranma abbraccerà tutti coloro che sentirà starnutire. Proprio in quel momento Akane è afflitta da un forte raffreddore. Akane mangia accidentalmente un piatto di Soba preparato da Happosai; questa minestra fornisce una super-forza a chiunque la mangi. Volendo metter a frutto questa sua nuova abilità la ragazza sfida Shampoo ad una gara di braccio di ferro; Ranma intanto viene a sapere degli effetti collaterali provocati dalla pozione (essa fa crescere i baffi!) e si lancia alla ricerca di un antidoto. |                    |                |
| 12 | 15 agosto 1990 | ISBN 4-09-122432-6 | aprile 2002    |
| 12 | Capitoli - 114. Il ritorno del preside (帰ってきた校長?, Kaette kita kocho) - 115. L'ufficio del preside (冒険！校長室?, Boken! kocho shitsu) - 116. Il figlio del preside (校長の息子?, Kocho no musuko) - 117. Tutti in pericolo (みんな危機一髪?, Minna kiki ippatsu) - 118. Il contrattacco (一髪逆転?, Ippatsu gyakuten) - 119. Il ritardatario (遅刻させまーす?, Chikoku sasema su) - 120. Il sapone della fortuna (幸福の抗水セッケン?, Shiawase no kosui sekken) - 121. La trappola di cupido (キューピッドの罠?, Cupid no wana) - 122. Non seguirmi! (ついてこないで?, Tsuite konaide) - 123. La cosa più importante (どっちが大切？?, Dotchi ga taisetsu?) - 124. La conclusione di un amore (愛のさば折り?, Ai no saba ori) |                    |                |
| 12 | Trama Il preside della scuola, che poi si rivelerà esser proprio il padre di Tatewaki, torna dalle Hawaii ed istituisce immediatamente una nuova rigorosissima regola per cui tutti gli studenti dovranno aver un taglio di capelli corti; a meno che non riescano a trovare una speciale noce di cocco, nel qual caso la regola non sarà applicata. Intanto Ryoga sembra aver trovato una magica saponetta che lo ha guarito dalla sua maledizione, tramite essa non si trasforma difatti più in P-chan. Mentre si prepara ad andare ad un appuntamento con Akane, Ranma e Shampoo cercano di procurarsi per sé almeno un pezzo del sapone incantato. |                    |                |
| 13 | 15 dicembre 1990 | ISBN 4-09-122433-4 | maggio 2002    |
| 13 | Capitoli - 125. La cura maledetta (伝説の邪灸?, Densetsu no jakyu) - 126. L'uomo più debole (最弱の男?, Saijaku no otoko) - 127. Verso la ripresa (乱馬 再起不能!??, Ranma saiki funo!?) - 128. Il villaggio dei moxa (風雲お灸の里?, Fuun okyu no sato) - 129. L'inferno della spirale (特訓!! 螺旋地獄?, Tokkun!! Rasen jigoku) - 130. L'uomo senza emozioni (燃えない男?, Moenai otoko) - 131. L'hiryu shotenha (炸裂!? 飛竜昇天破?, Sakuretsu!? Hiryu shoten ha) - 132. La rivincita (いくぞ！ 雪辱戦?, Iku zo! setsujoku-sen) [The great rematch titolo in inglese] - 133. Il misericordioso Happosai (仏の八宝斉?, Hotoke no Happosai) - 134. Lo spirito di Happosai (燃えろ！ 八宝斉?, Moero! Happosai) - 135. I coriandoli impietosi (ああ！ 無情の紙吹雪?, Aa! Mujo no kami fubuki) |                    |                |
| 13 | Trama Per vendicarsi, Happosai colpisce Ranma con uno dei suoi attacchi micidiali, privando così il ragazzo di tutta la sua forza; dopo di che va a raccontare a tutti che Ranma è ora divenuto vulnerabile. Proprio quando Ranma si sta arrendendo al fatto d'esser divenuto oramai debole e del tutto incapace di difendersi, ecco che Obaba gli ridà un qualche briciolo di speranza: cercherà d'insegnargli una tecnica devastante, detta "colpo del drago volante", che può imparare e facilmente utilizzare anche nel suo stato di debolezza. Armato della nuovissima tecnica marziale appena insegnatagli dalla vecchia Obaba, Ranma si appresta ad affrontare Happosai; ma questi ha già pronte le contromisure. |                    |                |
| 14 | 15 maggio 1991 | ISBN 4-09-122434-2 | giugno 2002    |
| 14 | Capitoli - 136. La rinascita di Ranma (乱馬 復活!!?, Ranma fukkatsu!!) - 137. Una storia di fantasmi (怪談 猫魔鈴?, Kaidan Mao Mo Rin) - 138. La sposa del gatto fantasma (恐怖 化け猫の花嫁?, Kyofu bake neko no hanayome) - 139. L'allenamento di nuoto (特訓！ ハンマー・ガール?, Tokkun! Hanma garu) - 140. Forza di volontà (水の中の根性?, Mizu no naka no konjo) - 141. Fuori! (おもてに出やがれ！?, Omote ni deyagare) - 142. Il sigillo misterioso (神秘の拳印?, Shinpi no kenin) - 143. Lo scarabocchio (鉄壁！ ラクガキ・パワー?, Teppeki! rakugaki pawa) - 144. Ryoga con le spalle al muro (追いつめられた良牙?, Oitsumerareta Ryoga) - 145. La scomparsa del sigillo (そして拳印は消えた?, Soshite kenin wa kieta) - 146. Il discepoli di Babbo Natale (サンタクロースの弟子?, Santa Claus no deshi) |                    |                |
| 14 | Trama Shampoo regala a Ranma un campanello, simile a quelli che si mettono al collo dei gatti; secondo una leggenda quando due di questi campanelli simili vengono conservati da una coppia, essa è destinata a sposarsi. Giunge però presto un gatto fantasma attratto dal sonaglio ed alla ricerca disperata di una sposa. Giunto in montagna alla ricerca di un albero di Natale, Ranma perde le tracce di Genma: si mette quindi alla sua ricerca. Lo trova infine immerso nel lusso e nelle comodità in qualità di panda adottato da una ricca signora per far da compagno di giochi al figlioletto malato molto viziato. Dopo aver diviso le sue magre pietanze con un eremita, questi ringrazia Ryoga facendolo diventare l'uomo più forte del mondo, ciò grazie ad un marchio che gli viene impresso sullo stomaco. Con tale nuova capacità corre a sfidare Ranma. Terrorizzato dal fatto che Akane possa aver scoperto una volta per tutte la sua identità come P-chan, Ryoga decide a malincuore di lasciare la città per sempre. Ranma continua intanto a cercar un modo per battere Ryoga, mentre Akane gli fa notare lo strano disegno che sia Ryoga sia P-chan hanno sulla pancia chiedendogli spiegazioni. |                    |                |
| 15 | 15 giugno 1991 | ISBN 4-09-122435-0 | luglio 2002    |
| 15 | Capitoli - 147. La spada sacra (聖刀満願丸?, Seito Manganmaru) - 148. Un appuntamento ambizioso (野望のデート?, Yabo no deto) - 149. Il terzo desiderio (みっつめの願い?, Mittsu me no negai) - 150. King, il re del gioco d'azzardo (博奕王Ｋ?, Bakuchi o Kingu K) - 151. L'allenamento (明日に賭けるギャンブラー?, Ashita ni kakeru gyanbura) - 152. Un volto impassibile (特訓！ポーカーフェイス?, Tokkun! poka feisu) - 153. Situazioni invertite! (逆転ギャンブラー?, Gyakuten gyanbura) - 154. Il maniaco del codino (狙われたおさげ?, Nerawareta osage) - 155. Il sigillo è sciolto! (ほどけた封印?, Hadoketa fuin) - 156. Il segreto del barbiglio (竜の髭の秘密?, Ryu no hige no himitsu) - 157. La conclusione (動乱の行方?, Doran no yukue) |                    |                |
| 15 | Trama Tatewaki entra in possesso di una spada sacra in grado di esaudire tre desideri espressi da chi la impugna; anche Ranma cerca d'utilizzarla per cancellare la propria maledizione. Nel frattempo Tatewaki ha già soddisfatto e sprecato due desideri; ma Ranma è disposto a rischiare la propria stessa vita per poterne aver per sé l'ultimo rimasto. Successivamente si scopre che anni prima, Ranma aveva perso al gioco d'azzardo la proprietà della palestra Tendo e adesso è costretto a recuperarla giocando a carte. Dei misteriosi individui con la testa a forma di Nikuman vogliono impossessarsi del baffo del drago, il laccio che lega il codino di Ranma. Quando si scopre che il baffo del drago può curare la calvizie, Ranma è costretto a combattere contro i misteriosi individui ai quali si aggiungono suo padre e Happosai, che vogliono sfruttare i benefici del cimelio. |                    |                |
| 16 | 15 agosto 1991 | ISBN 4-09-122436-9 | agosto 2002    |
| 16 | Capitoli - 158. Tutti alle terme (温泉へ行こう?, Onsen e iko) - 159. Battaglia nelle terme (絶叫！ 温泉バトル?, Zekkyo! onsen batoru) - 160. La furiosa corsa a coppie (スクランブル二人三脚?, Sukuranburu ni nin sankyaku) - 161. Un bagno insieme (絶叫混浴?, Zekkyo kon yoku) - 162. Ranma si ritira (乱馬リタイヤ!??, Ranma ritaia) - 163. L'ultima scelta (最後の選択?, Saigo no sentaku) - 164. Il traguardo (遥かなるゴール?, Haruka naru goru) - 165. Sfida all'ultimo boccone (格闘ディナーでございます?, Kakuto dina de gozaimasu) - 166. Enigma al palazzo degli elefanti (怪奇！ お上品館?, Kaiki! O johin yakata) - 167. Mademoiselle affamata (飢えたマドモアゼル?, Ueta madomoazeru) - 168. Il gourmet de foie gras (必殺！ グルメ・デ・フォワグラ?, Hissatsu! Gurume de fowagura) |                    |                |
| 16 | Trama Ranma viene invitato da Shampoo a partecipare ad una corsa ad ostacoli alle terme, scatenando l'ira di Akane che lo aveva invitato per prima che deciderà di allearsi con Mousse. Alla gara si uniscono anche Ryoga e Ukyo e le tre coppie dovranno affrontare diverse sfide per vincere un viaggio gratis ad una sorgente termale a loro scelta. Ovviamente, Ranma, Shampoo, Ryoga e Mousse gareggiano per andare alle sorgenti maledette in Cina per tornare normali. Picolet Chardin II, un combattente francese della scuola di arti marziali del pasto sfida Ranma in una gara a chi mangia più veloce e lo batte. Il ragazzo è costretto a pagare il conto di 100.000 Yen. Soun rivela che, dopo aver perso una battaglia simile 20 anni prima, aveva promesso sua figlia alla famiglia Chardin. Ranma si propone volontario, trasformato in ragazza, per imparare i segreti della famiglia Chardin. Deve imparare a mangiare senza farsi vedere e, a tal fine, la sua addestratrice, Madame Saint Paul, le fa indossare un corsetto di ferro che non sarà rimosso finché non imparerà. Soun Tendo scopre una tecnica antica che potrebbe aiutare Ranma, il "Gourmet du Foie Gras". |                    |                |
| 17 | 15 novembre 1991 | ISBN 4-09-122437-7 | settembre 2002 |
| 17 | Capitoli - 169. L'allenamento nel bagno (バスルームの特訓?, Basurumu no tokkun) - 170. Il completamento della tecnica mortale (必殺技完成？?, Hissatsu waza kansei?) - 171. La guerra a tavola (決戦!!食卓ウォーズ?, Kessen!! shokutaku wozu) - 172. Dopo aver mangiato (ごちそうさまのあとで?, Gochiso-sama no ato de) - 173. Non ho bisogno di te! (乱馬なんかいらない！?, Ranma nanka iranai!) - 174. La verità dichiarata (真実の告白?, Shinjitsu no kokuhaku) - 175. I Sentimenti di Nabiki (おねちゃんの気持ち?, Onechan no kimochi) - 176. Perdonami, Ranma (ごめんね乱馬?, Gomen ne Ranma) - 177. Perdonami, Akane (ごめんなあかね?, Gomen na Akane) - 178. Il Labirinto dell'amore e della vendetta (愛と復讐の迷路?, Ai to fukushu no meiro) - 179. Il disegno maledetto (放たれた呪い画?, Hanatareta noroi ga) |                    |                |
| 17 | Trama Ranma capisce che il segreto del Gourmet du Foie Gras è riempire l'avversario come un'oca. Akane scopre però che tutti coloro che hanno padroneggiato questa tecnica sono morti. Intanto, Ranma, non mangiando da settimane, dimagrisce così tanto che il corsetto di ferro se ne cade e decide quindi di sfidare Picolet. Il giorno della sfida, Ranma attacca Picolet con il Gourmet du Foie Gras ma il ragazzo francese riesce a contrattaccare. Tuttavia, Ranma riesce a vincere lo stesso prima usando i Gourmet sugli ospiti e poi mangiando gli ultimi piatti. Nabiki bisticcia con Akane e fa credere alla sorella di essere da sempre innamorata di Ranma: quando Akane dice di non volere più parlare con Ranma e Nabiki quest'ultima si dichiara a Ranma. Akane pensa che Nabiki stia approfittando della situazione soltanto per fare soldi, ma alcuni comportamenti della sorella la portano a credere che forse lo ami veramente. Tra le attrazioni di un matsuri ce n'è una inquietante: tre opere maledette. Ranma e Genma liberano gli spiriti vendicativi intrappolati nei dipinti; per rimettere le cose a posto Ranma dovrà esaudire il desiderio del soggetto ritratto nel terzo quadro, un piccolo panda femmina che vuole un appuntamento galante. |                    |                |
| 18 | 15 gennaio 1992 | ISBN 4-09-122438-5 | ottobre 2002   |
| 18 | Capitoli - 180. Il diavolo della fonte maledetta (呪泉郷から来た悪魔?, Jusenkyō kara kita akuma) - 181. L'identità del diavolo (悪魔の正体?, Akuma no shōtai) - 182. Dov'è Akane?! (あかねはどこに?, Akane ha doko ni) - 183. Akane in soccorso (あかね救助隊?, Akane kyūjotai) - 184. La rocca (水の砦?, Mizu no toride) - 185. Trappole che sgorgano (噴き出す罠?, Fukidasu wana) - 186. Il contrattacco dell'acqua calda (反撃の湯?, Hangeki no yu) - 187. Il colpo meteorico della gamba con collant (必殺！ パンスト 流星脚?, Hissatsu! pansuto-ryūsei-kyaku) - 188. Come ti chiami? (君の名は?, Kimi no na ha) - 189. Il vecchio che viaggia nel tempo – Prima parte (時をかける じじい(前編)?, Toki wo kakeru jijii (zenpen)) - 190. Il vecchio che viaggia nel tempo – Seconda parte (時をかける じじい(後編)?, Toki o kakeru jijii (kōhen)) |                    |                |
| 18 | Trama Un misterioso ragazzo, che a contatto con l'acqua diventa un demone, rapisce Akane. Il suo intendo è vendicarsi di Happosai che sembra avergli fatto qualcosa di davvero grave. Inizia il combattimento tra Ranma, Ryoga, Mousse e Shampoo contro il terribile mostro. Dopo il combattimento, si scopre che il misterioso ragazzo si chiama Collant Taro e odia Happosai a causa del suo nome. Infatti, l'anziano maestro battezzò il ragazzo anni fa e non ha intenzione di cambiare il nome. Ranma e gli altri dovranno cercare di convincerlo |                    |                |
| 19 | 15 aprile 1992 | ISBN 4-09-122439-3 | novembre 2002  |
| 19 | Capitoli - 191. L'uomo dei cocomeri (渚のスイカ男?, Nagisa no suika otoko) - 192. Il patito degli appuntamenti sulla spiaggia (渚の交際鬼?, Nagisa no kosai-ki) - 193. Prendimi nel campo dei cocomeri (スイカ畑でつかまえて?, Suika batake de tsukamaete) - 194. La salsa invecchiata di 10 anni (十年目のソース?, Ju-nen-me no sosu) - 195. La salsa e l'amore (ソース相愛?, Sōsu sōai) - 196. La verità della verità (本当の本当?, Hontō no hontō) - 197. Una falsa coppia (いつわりの夫婦?, Itsuwari no fufu) - 198. Voglio essere odiato (嫌われたくて?, Kirawaretakute) - 199. L'incubo della città termale (温泉街の悪夢?, Onsen-gai no akumu) - 200. Le bambole di carta dell'amore (恋の紙人形?, Koi no kami ningyō) - 201. Shuju-gan, il farmaco segreto (秘薬 主従丸?, Hiyaku shuju-gan) |                    |                |
| 19 | Trama Kuno perde la memoria dopo un particolare allenamento su un'isola abitata solo da cocomeri. Ranma e Akane lo aiuteranno a fargliela tornare. La salsa che Ukyo ha preparato 10 anni prima è finalmente pronta, ma ha un sapore terribile. Ukyo cade in depressione, perché non sa che in realtà 10 anni prima Ranma aveva rovesciato la salsa e l'aveva sostituita con una fatta da lui. Ukyo è ancora a casa Tendo, decisa ad avere Ranma lottando contro Akane, La situazione si risolve quando Ranma prende una decisione sulla salsa, permettendo a Ukyo di scoprire la sua vera passione. Ranma, Genma e Soun sono stati convocati in una località marina per sconfiggere il fantasma di una piovra che vive in un'anfora, che causa danni alla popolazione. Arrivati sul posto incontrano una ragazza dalla salute cagionevole che non sa niente del fantasma; per proteggerla decidono di sconfiggere lo spirito. Gosunkugi acquista delle bamboline di carta magiche: una volta scritto un ordine e poste sulla schiena di una persona, questa obbedirà al comando. Accertatosi su Ranma del funzionamento delle bamboline, Gosunkugi tenta di fissare un appuntamento con Akane. Dopo aver usato delle pastiglie magiche Happosai rimane saldamente attaccato a Ranma, e pare che niente riesca a dividere il maestro dal suo discepolo. Soun scopre che Ranma potra separarsi da Happosai soltanto sconfiggendolo, e dovrà riuscirci entro la fine della giornata altrimenti sarà legato a lui per l'eternità. |                    |                |
| 20 | 15 luglio 1992 | ISBN 4-09-122440-7 | dicembre 2002  |
| 20 | Capitoli - 202. La potenza dello shishi hoko-dan (猛威！獅子咆哮弾?, Moi! shishi hokodan) - 203. Il preludio della sconfitta (敗北への序曲？?, Haiboku e no jokyoku?) - 204. La tecnica che richiama la sfortuna (不幸を呼ぶ技?, Fuko o yobu waza) - 205. La tecnica mortale in base all'umore (気分次第の必殺技?, Kibun shidai no hissatsu waza) - 206. L'incontro fra il leone e la tigre (決闘!!獅子対猛虎?, Ketto!! shishi tai moko) - 207. La gravità vincente del leone (勝利の獅子重力?, Shori no shishi juryoku) - 208. La maledizione dell'ultima notte dell'anno (除夜の呪い?, Joya no noroi) - 209. La centottesima proposta di matrimonio (108回目のプロポーズ?, 108-kai-me no puropozu) - 210. Il vecchio e i fiori di pruno (老人と梅?, Rojin to ume) - 211. Battaglia fra i fratelli Kuno (私闘！九能兄弟?, Shito! Kuno kyodai) - 212. La tempesta dello scandalo (スキャンダルの嵐?, Sukyandaru no arashi) |                    |                |
| 20 | Trama Ryoga ha imparato una nuova potentissima tecnica, il Colpo del Leone, e riesce finalmente a battere Ranma (anche se in allenamento). Quando Ranma, per prendersi la rivincita, chiede a Obaba quale sia il segreto del Colpo del Leone questa si rifiuta di rivelarglielo e lo esorta a non imparare la tecnica per il suo bene. Ranma e Ryoga sono intenzionati a battersi per scoprire chi dei due riuscirà a usare al meglio il colpo. Ryoga e Ranma hanno sette giorni di tempo per prepararsi al loro scontro. Ryoga è intenzionato a perfezionare il Colpo del Leone, mentre Ranma cerca di imparare una tecnica alternativa. Una colonna di luce si proietta nei cieli della città quando Akane dice a Ryoga "ti odio". Ryoga sembra aver compreso il segreto del Colpo del Leone, e Ranma come contrastare i suoi effetti. Yokai Maomoling, sempre in cerca di moglie, lancia un incantesimo contro Shampoo: la ragazza sarà costretta a sposarlo. Solo un bacio di Ranma a Shampoo potrà sciogliere l'incantesimo, ma il ragazzo dovrà farlo prima che la campana del tempio suoni per cento volte. Il sonno di Ranma è turbato da un sogno ricorrente. Lo spirito di un anziano, malato gravemente, chiede a Ranma-ragazza un appuntamento galante perché le ricorda il suo primo amore; Ranma-ragazza accetta di esaudire il desiderio dell'uomo. Tatewaki distrugge la gigantografia di Ranma che Kodachi teneva in camera; lei ruba l'album di foto della ragazza col codino custodito dal fratello. I due ragazzi sono ai ferri corti, e per vendicarsi iniziano a diffondere nella scuola le foto che ognuno dei due custodiva gelosamente. Ranma cerca di intervenire, per non vedere compromessa la sua reputazione. |                    |                |

## Volumi 21-30
| 21 | 15 agosto 1992 | ISBN 4-09-123091-1 | gennaio 2003   |
| 21 | Capitoli - 213. Papà, eri davvero forte (父よ あなたは強かった?, Chichi yo anata wa tsuyokatta) - 214. Il momento di lasciare il nido (巣立ちの時?, Sudachi no toki) - 215. La culla infernale (地獄のゆりかご?, Jigoku no yurikago) - 216. L'uomo col marchio dei fiori di ciliegio (桜印の男?, Sakura-jirushi no hito [otoko]) - 217. I sentimenti di Akane (あかねの気モチ?, Akane no kimochi) - 218. La tempesta dei fiori (花の嵐?, Hana no arashi) - 219. Le ragazze pon-pon per il primo amore (HATUKOIチアガール?, HATUKOI chiagaru) - 220. Una gara sostenuta dall'amore (愛の応援勝負?, Ai no oen shobu) - 221. L'amore vince?! (愛は勝つ!??, Ai wa katsu!?) - 222. Parità in amore (互角の愛?, Gokaku no ai) - 223. Lo scontro d'amore (愛の激突!!?, Ai no gekitotsu!!) |                    |                |
| 21 | Trama Genma si è accorto che Ranma è diventato molto più forte di lui e lo sfida in un combattimento dove i due si dovranno affrontare senza tener conto del vincolo di parentela che li lega. Genma si allena per perfezionare un nuovo colpo, la culla del diavolo, da usare contro Ranma. Un anziano fornisce ad Akane la ricetta e un ingrediente segreto per realizzare dei bignè di riso alla ciliegia particolari, in grado di indicare se il ragazzo he li ha mangiati è il suo partner ideale. Akane prepara i dolci, ansiosa di farli assaggiare a Ranma. La squadra femminile di volley del Furinkan, dove gioca Akane, viene sconfitta da quella dell'istituto Seinan grazie alle scorrettezze di Mariko, la capitana delle Majorettes. Akane è dispiaciuta e Ranma, per vendicare l'affronto subito dalla fidanzata, decide di sfidare Mariko. Lei intanto si è innamorata di Kuno e vuole fare il tifo per lui durante le gare di kendō; Mariko accetta la sfida di Ranma che, in versione ragazza, dovrà dimostrare di amare Kuno più di lei per vincere. |                    |                |
| 22 | 15 ottobre 1992 | ISBN 4-09-123092-X | febbraio 2003  |
| 22 | Capitoli - 224. Alla fine l'amore vince (それでも愛は勝つ!!?, Sore de mo ai wa katsu!!) - 225. Ranma meets his mother?! (乱馬ミーツ・マザー!??, Ranma mitsu maza!?) - 226. Il giuramento degli uomini (男の誓い?, Otoko no chikai) - 227. Sfida alla morte (決死の団らん?, Kesshi no danran) - 228. Voglio vederlo solo per un attimo... (ひと目だけでも?, Hitome dake demo) - 229. Madre e figlio riuniti (母子水いらず!!?, Oyaku [boshi] mizu irazu!!) - 230. Odio improvviso (突然大嫌い!!?, Totsuzen dai-kirai!!) - 231. Dimmi che mi ami! (好きだと言え!!?, Suki da to ie!!) - 232. Il riflusso d'amore (愛の逆流?, Ai no gyakuryu) - 233. Il risultato della dichiarazione (告白の行方?, Kokuhaku no yukue) - 234. Il mistero delle mutande abbandonate (怪異・残されぱんつ?, Kaii nokosare pantsu) |                    |                |
| 22 | Trama Ranma-ragazza ha poche possibilità di dimostrare di amare Kuno più di Mariko, visto che lo respinge sempre. Giunge il giorno della gara di Kendo, e Kuno si trova a combattere con un misterioso avversario della scuola Seinan. Ranma-ragazza, per vincere la sfida con Mariko, decide di dichiarare il suo amore al misterioso lottatore e di fare il tifo per lui. A casa Tendo giunge Nodoka Saotome, madre di Ranma e moglie di Genma. La donna non vede i familiari da molti anni, quando Genma promise che, se non avesse fatto del figlio un esperto di arti marziali, si sarebbe suicidato. Nodoka ritiene che Genma abbia fallito: visto che era l'esecutrice del seppuku del marito, vuole rintracciare l'uomo per eseguire il suo compito. Ranma e Genma, per non rischiare la vita, sono costretti a mostrarsi a Nodoka nelle loro vesti di panda e di ragazza. Nodoka decide di tornare a casa; prima della partenza della donna Akane le organizza un incontro con Ranma. Genma tenta di impedire con tutti i mezzi l'incontro tra Nodoka e il figlio; Ranma invece è intenzionato a trascorrere un po' di tempo con la madre. Obaba dà a Shampoo una spilla particolare: se la si indossa rivolta verso l'alto fa odiare al possessore la persona amata, mentre rivolta verso il basso tutto l'imbarazzo del possessore diventa amore. |                    |                |
| 23 | 15 gennaio 1993 | ISBN 4-09-123093-8 | marzo 2003     |
| 23 | Capitoli - 235. Il contrattacco di Collant Taro (パンスト太郎の逆襲?, Pansuto Taro no gyakushu) - 236. La nera arma segreta (黒い秘密兵器?, Kuroi himitsu heiki) - 237. La fortezza dell'acqua calda (お湯の砦?, O-yu no toride) - 238. Blocca i tentacoli! (決戦！タコ足封じ!!?, Kessen! tako ashi fuji) - 239. La Cenerentola della spiaggia (渚の踏んデレラ?, Nagisa no Fu-nderera) - 240. La Cenerentola dimostra la sua gratitudine (シンデレラのお返し?, Shinderera no ongaeshi) - 241. Un violento corso di cucina (暴力料理教室?, Boryoku ryori kyoshitsu) - 242. Nascita di un amore triste (悲哀・コイの発生?, Hiai koi no hassei) - 243. L'inaspettata crescita dell'amore (悲惨・コイの成長?, Hisan koi no seicho) - 244. Perdita di controllo (悲痛・コイの暴走?, Hitsu koi no boso) - 245. Fight, un colpo! (ファイト一発?, Faito Ippatsu) |                    |                |
| 23 | Trama Taro torna in Giappone con l'acqua che lui crede essere della fonte maledetta in cui è annegato un brav'uomo, nella speranza che così Happosai diventi buono e gli cambi il nome. In realtà quella è l'acqua della fonte dei gemelli annegati. Mentre si allena in riva al mare, Ranma cade da una scogliera e viene lavato su un'isola con un grande castello. Ranma viene trovato da un ragazzo di nome Yohyo Tsuruyasennen che spiega di aver incontrato una volta una bella ragazza che gli ha rubato tutto il cibo. Ora tutto quello che deve trovarla di nuovo è una treccia sulla sua testa e un'impronta che ha lasciato dietro la sua testa. Tiene una palla per tutte le donne intorno all'età di Ranma con una treccia. Ranma viene scelta come ragazza e Yohyo la mette fuori gioco con una palla grande. Ranma si rende conto di essere effettivamente la ragazza responsabile del furto e comincia a cercare una via d'uscita. Si scopre che l'intero resort non ha elettricità o acqua calda perché i grandi massi hanno bloccato le sorgenti, rendendo Ranma incapace di tornare in un ragazzo. Ranma rompe i massi, diventa di nuovo maschio e scompare dall'isola. Kasumi è malata e non può cucinare. Akane decide quindi di cimentarsi, ma non riesce nemmeno a bollire l'acqua. Quando però viene a far visita loro Nodoka cerca di aiutarla coinvolgendo anche Ranma ragazza, che si rivela essere molto più brava di Akane a cucinare.                                                                   |                    |                |
| 24 | 15 aprile 1993 | ISBN 4-09-123094-6 | aprile 2003    |
| 24 | Capitoli - 246. I clienti del ristorante Neko Hanten (猫飯店の客?, Neko Hanten no kyaku) - 247. Il regno selvatico (野生の王国?, Yasei no okoku) - 248. Il tesoro segreto perduto (失われた秘密?, Ushinawareta hiho) - 249. La battaglia fra donne nel bagno all'aperto (露天風呂 女の戦い!!?, Rotenburo onna no tatakai!!) - 250. L'inseguimento verso il monte Horai (追跡 宝来山?, Tsuiseki Horai-san) - 251. Morte sul monte Horai (宝来山に死す?, Horai-san ni shisu) - 252. La tragedia che avvolge lo Zhishuitong (止水桶の悲劇?, Chii-sui-ton no higeki) - 253. La cascata del tesoro segreto (出現!!秘宝の滝?, Shutsugen!! hiho no taki) - 254. L'impossibile acquisizione del Kaishuihu (遠い開水壺?, Toi kai-sui-fu) - 255. La dichiarazione di Herb (ハーブ 怒りの激白?, Habu ikari no gekihaku) - 256. Alzati, Ranma! (立ちあがれ乱馬！?, Tachiagare Ranma!) |                    |                |
| 24 | Trama Gli ultimi membri rimasti della Dinastia Jako visitano Cologne in Giappone. Questi guerrieri si accoppiano con animali selvatici trasformati in donne umane dalle sorgenti maledette di Jusenkyo, migliorando l'abilità di combattimento dei loro figli. Ranma combatte il loro capo Herb, nato da un dragone, ma viene facilmente sconfitto e sigillato nella sua forma femminile dal vaso della preservazione. Ranma ha bisogno del bollitore di liberazione per contrastare questo effetto e si scontra con Herb, che lo sta cercando anche lui. Ryoga e Mousse si uniscono a Ranma, sperando di usare il vaso come cura per le loro maledizioni, e inseguono Herb sul Monte Horai. Ryoga e Mousse affrontano Lime e Mint, usando la loro esperienza contro Ranma per sconfiggere i loro avversari. Sfortunatamente, il vaso li sigilla nelle loro forme maledette, lasciando Ranma ad affrontare Herb da solo. Ranma insegue il trio e scopre che Herb è un uomo trasformato in donna come lui e aveva bisogno del bollitore per tornare se stesso. Nel frattempo, Ryoga e Mousse ritornano alle loro forme umane sconfiggendo di nuovo Lime e Mint e recuperando il bollitore. |                    |                |
| 25 | 15 luglio 1993 | ISBN 4-09-123095-4 | maggio 2003    |
| 25 | Capitoli - 257. Ranma torna maschio (乱馬、男に戻る!!?, Ranma, otoko ni modoru!!) - 258. Bentornato, Ranma! (おかえり乱馬?, O-kaeri Ranma) - 259. La nuova professoressa (必殺新任教師!!?, Hissatsu shinnin kyoshi!!) - 260. La misteriosa tecnica Happo goen satsu (謎の八宝五円殺?, Nazo no happo-goen-satsu) - 261. La donna più forte (史上最強の女?, Shijo saikyo no onna) - 262. La pressione dello tsubo (急いでツボを押せ！?, Isoide tsubo o ose!) - 263. La formazione infernale (地獄のフォーメーション?, Jigoku no fomeshon) - 264. L'Happo tsurisen gaeshi (八宝つり銭返し?, Happo-tsurisen-gaeshi) - 265. Il metodo per migliorare la salute (究極の健康法！?, Kyukyoku no kenko-ho) - 266. Il viaggio di Akane (あかねの旅立ち?, Akane no tabidachi) - 267. Il ricordo ritrovato (よみがえる記憶?, Yomigaeru kioku) |                    |                |
| 25 | Trama Ryoga rompe un getto d'acqua sotterraneo pieno di magia non sigillante del bollitore mentre Herb combatte con Ranma. Usando lo slancio verso l'alto del tornado, Ranma concentra questa energia nell'onda discendente del Drago, un'enorme sfera di energia che schiaccia Herb. La maledizione di Ranma non è sigillata e salva il corpo inconscio di Herb mentre la montagna collassa. A scuola, arriva una nuova insegnante di nome Hinako Ninomiya per portare disciplina al corpo studentesco. All'inizio, appare come una bambina, ma diventa un'adulta dopo aver usato l'Happo Five-Yen Satsu, una tecnica di drenaggio del chi. Può rilasciare il chi prosciugato in un'esplosione di energia, il ritorno delle monete Happo No-Yen. Ha imparato questi devastanti attacchi da Happosai quando era una bambina malaticcia e Ranma tenta inutilmente di applicare i punti di pressione necessari per contrastarli. Più tardi, Akane si reca a Ryugenzawa per occuparsi di un mostro. Incontra Shinnosuke, una guardiana della foresta con suo nonno, che ha conosciuto prima da bambina ma non la ricorda. |                    |                |
| 26 | 15 ottobre 1993 | ISBN 4-09-123096-2 | giugno 2003    |
| 26 | Capitoli - 268. Il segreto della foresta delle meraviglie (不思議の森の秘密?, Fushigi no mori no himitsu) - 269. L'acqua della vita (生命の水?, Inochi (seimei) no mizu) - 270. Sotto gli alberi del bosco (森の木陰で?, Mori no kokage de) - 271. Addio ad Akane (あばよ、あかね?, Abayo, Akane) - 272. La comparsa del re degli animali rari (珍獣王出現!!?, Chinju o shutsugen!!) - 273. Il serpentone infuriato (オロチ怒る!!?, Orochi ikaru!!) - 274. L'ottava testa (八つめの頭?, Yattsu-me no atama) - 275. Ti affido Akane! (あかねを頼む?, Akane o tanomu) - 276. Il suono del corno (角笛を吹け!!?, Tsunobue o fuke!!) - 277. Torniamo a casa insieme (一緒に帰ろう?, Issho ni kaero) - 278. Il momento del commiato (贈る言葉?, Okuru kotoba) |                    |                |
| 26 | Trama Ranma segue Akane a Ryugenzawa, ma lei si rifiuta di andare a casa. Akane scopre la ragione dell'oblio di Shinnosuke - ha subito una grave ferita mentre difendeva Akane dai mostri nella sua precedente visita. È sopravvissuto bevendo l'Acqua della Vita, lo stesso liquido che ha fatto crescere tutti gli animali in enormi mostri, ma l'acqua sta finendo. Ranma, Ryoga, Akane, Shinnosuke e suo nonno vengono attaccati dalla Yamata no Orochi, un serpente a più teste che ama le donne e la birra. Il muschio che cresce sul corpo del serpente è la fonte dell'Acqua della Vita e curerebbe Shinnosuke se guarito. Gli uomini si travestono da donne per attirare il serpente mentre Akane, vestita da ragazzo, cerca il muschio. Ranma lancia birra agli occhi del serpente e sconfiggono sette delle teste. L'ottava e la testa più grande appare e attacca Akane, che riesce a raschiare via alcuni dei suoi muschi prima di essere catturata e trascinata sott'acqua. Ranma e Shinnosuke la salvano e Ranma agisce come esca mentre usano il muschio per curare Shinnosuke. Akane usa un fischio di corno che Shinnosuke le ha dato tempo fa per far addormentare il serpente e salvare Ranma, che era stata mangiata. Il serpente ritorna nella sua caverna per dormire e Akane torna a casa con Ranma. |                    |                |
| 27 | 15 gennaio 1994 | ISBN 4-09-123097-0 | luglio 2003    |
| 27 | Capitoli - 279. Visita alle famiglie degli studenti (必殺！家庭訪問?, Hissatsu! katei homon) - 280. Lo scopo di Hinako (狙われた早雲?, Nerawareta Soun) - 281. Fuga d'amore (必殺！愛の逃避行?, Hissatsu! ai no tohi ko) - 282. Il Mutekikyo, l'invincibilscopio (無敵の無敵鏡?, Muteki no muteki-kyo) - 283. Chiedimi scusa piangendo (泣いてあやまれ!!?, Naite ayamare!!) - 284. Verme! (最低の男?, Saitei no otoko) - 285. Il cane marino demoniaco (海の魔犬?, Umi no maken) - 286. Elogiami, ti prego! (私をほめて！?, Watashi o homete!) - 287. La grotta che annulla l'amore (呪いの破恋洞?, Noroi no Haren-do) - 288. L'uscita della separazione (別れの出口?, Wakare no deguchi) - 289. Restituiscimi la mia prova scritta (テストを返せ!!?, Tesuto o kaese!!) |                    |                |
| 27 | Trama Hinako va a caccia di casa e visita il dojo Tendo nel processo. Si innamora di Soun e prova a proporgli, ma Akane e Nabiki si oppongono. Soun non si rende mai conto che l'Hinako adulta e bambina sono la stessa persona. Mousse trova un paio di occhiali speciali che fanno paura alle vittime. Li usa per umiliare Ranma ma Shampoo perde il rispetto per lui. Mousse mette gli occhiali all'indietro per scusarsi con Ranma e guadagna un appuntamento con Shampoo. Un mostro di cani terrorizza una spiaggia locale e si apposta al costume da bagno di Ranma. Minaccia di trascinare Ranma sott'acqua a meno che "Natsuhiko" non lo complimenti. Kuno sembra assomigliare ad un giovane Natsuhiko così Ranma costringe Kuno a soddisfare la richiesta del costume da bagno. Ukyo e Ryoga ingannano Ranma e Akane per entrare insieme nel Tunnel di Lost Love. Il tunnel scambia i due precedenti per una coppia e li interrompe invece di Ranma e Akane. Infine, il preside ruba i documenti di prova di tutti e minaccia di leggere il punteggio di Ranma ad alta voce. Il pallone con i punteggi svanisce e le notizie locali raccolgono la storia. |                    |                |
| 28 | 15 aprile 1994 | ISBN 4-09-123098-9 | agosto 2003    |
| 28 | Capitoli - 290. Mamma, io sono Ranma! (母さん、おれが乱馬です?, Kasan, ore ga Ranma desu) - 291. Umisen-ken e Yamasen-ken (海千拳と山千拳?, Umi-senken to yama-senken) - 292. Ranma contro Ranma (乱馬対乱馬?, Ranma tai Ranma) - 293. L'addestramento dell'Umisen-ken (特訓!! 海千拳?, Tokkun!! umisen-ken) - 294. Una lettera dalla madre (母からの手紙?, Haha kara no tegami) - 295. L'Umisen-ken è come un fulmine! (電光石火 海千拳！?, Denko sekka umisen-ken) - 296. La casa al mare e quella in montagna (海の家、山の家?, Umi no ie, yama no ie) - 297. La tragedia dello Yamasen-ken (山千拳の悲劇?, Yamasen-ken no higeki) - 298. Il colpo segreto invisibile (見えない秘拳?, Mienai hi-ken) - 299. La verità delle pergamene (秘伝書の真実?, Hiden-sho no shinjitsu) - 300. Le lacrime di Ranma (乱馬の涙?, Ranma no namida) |                    |                |
| 28 | Trama Nodoka incontra un uomo virile che pratica il Yama-senken, parte della scuola di Saotome. Si atteggia a Ranma e Nodoka è felicissimo di ricongiungersi con il "figlio". Il falso Ranma sta cercando di trovare la pergamena per l'Umi-senken, il contrappunto stile da combattimento, rubandolo a Nodoka. I due stili furono sviluppati da Genma, il primo da infrangere le case e il secondo da fuggire furtivamente. Genma insegna l'Umi-senken a Ranma per sconfiggere Ryu Kumon, l'impostore di Ranma. Ryu sta combattendo per vendicare il dojo di suo padre, che Genma ha distrutto con la Yama-senken. Ryu non può competere con gli attacchi e i segnali furtivi di Ranma, ed è costretto a sigillare lo Yama-senken e rivelarsi a Nodoka. Infine, Happosai cerca di ottenere le lacrime di Ranma per una pozione di ringiovanimento che lo regredisce in uno stato mentale simile ad un bambino. |                    |                |
| 29 | 15 luglio 1994 | ISBN 4-09-123099-7 | settembre 2003 |
| 29 | Capitoli - 301. La terribile Hooh-ken (恐怖の鳳凰剣?, Kyofu no hoo-ken) La spada della fenice [titolo nel fumetto] - 302. L'immortale Hooh-ken (不滅の鳳凰剣?, Fumetsu no hoo-ken) L'attacco della fenice [titolo nel fumetto] - 303. Il seme della tragedia (悲劇の種子?, Higeki no tane (shushi)) I semi della tragedia [titolo nel fumetto] - 304. Prego, il Boseika! (母性花どうぞ?, Bosei kado zo) - 305. Shan-pu imprigionata (捕われのシャンプー?, Toraware no Shampoo) - 306. Il bosco delle piante velenose (毒草の森?, Dokuso no mori) - 307. L'ultima medicina segreta (最後の秘薬?, Saigo no hiyaku) - 308. La malvagità del fagiolo (邪悪と豆の字?, Jaaku to mame no ji) - 309. La sfida di Kashaoh (火車王の挑戦?, Kashao no chosen) - 310. Il re dei debiti vs la regina dei debiti (借金王VS借金女王?, Shakkin o VS. shakkin joo) - 311. La gara infernale da dieci yen (地獄の10円勝負！?, Jigoku no 10-en shobu!) |                    |                |
| 29 | Trama Kuno ottiene un uovo di fenice che si schiude quando viene messo sulla sua testa. La ragazza della fenice attacca continuamente la prima cosa che vede. Ranma nutre i semi speciali dei pulcini fino a quando matura e vola via. Pink e Link, gemelle guerriere di un villaggio rivale, arrivano in Giappone per vendicarsi di Shampoo e del suo "marito", Ranma. Usano le tossine per catturare Ranma e Shampoo. Akane entra nella loro giungla velenosa per salvarli, ma quando l'alba si rompe, le piante rilasciano il loro polline velenoso e mettono tutti in pericolo. Ranma fugge con tutte e quattro le ragazze al seguito ma ferisce le gambe nel processo. Più tardi, un oni demone fugge da un tempio e inizia a possedere persone per fare scherzi. Ranma lo riprende dopo aver posseduto Kasumi. Un uomo di nome Kinnosuke sfida Nabiki a un duello di debiti. Loro competono per avere l'altro a pagare il conto per il proprio appuntamento, chiunque spende 10 yen dovrà pagare per tutto. Raccolgono una bolletta enorme, spendendo oltre un miliardo di yen giocando d'azzardo, mangiando in ristoranti di lusso e affittando suite d'albergo. Dopo che Kinnosuke si è infortunato, Nabiki perde l'opportunità di vincere quando chiama il 911 invece del suo medico personale a un telefono pubblico usando i suoi soldi. Tiene la moneta da 10 yen come commemorazione dell'appuntamento, vincendo la partita.                                                                                             |                    |                |
| 30 | 15 settembre 1994 | ISBN 4-09-123100-4 | ottobre 2003   |
| 30 | Capitoli - 312. La primavera di Ryoga (良牙の春?, Ryoga no haru) - 313. Adoro i maiali! (ブタが好き！?, Buta ga suki!) - 314. Una coppia ideale (理想のカップル?, Riso no kappuru) - 315. Crescita miracolosa (試薬・努髪天?, Shiyaku * dohatsuten) - 316. Lo spirito combattivo senza limite (無限の闘気?, Mugen no toki) - 317. Studiamo! (勉強しよう！?, Benkyo o shiyo!) - 318. La tragica leggenda dell'uomo ciliegio (男桜悲伝?, Otoko-zakura hiden) - 319. Il raffreddore di Ranma (乱馬風邪をひく?, Ranma kaze o hiku) - 320. Un caloroso incontro (熱い再会!??, Atsui saikai!?) - 321. Ranma fino al mattino (朝まで乱馬?, Asa made Ranma) - 322. La spatola maledetta (呪いのヘラ?, Noroi no hera) |                    |                |
| 30 | Trama Ryoga sconfigge un maiale gigante, spingendo la sua proprietaria a dargli una lettera di confessione d'amore. La ragazza è Akari Unryu, erede di una famiglia che alleva maiali da sumo. Ranma tenta di metterli insieme e alla fine mostra la maledizione di Ryoga ad Akari, che è felicissima. Decide di aspettare che Ryoga si innamori di lei. Genma prova una nuova cura per la calvizie che funziona solo quando il soggetto è arrabbiato. I capelli attaccheranno chiunque nelle vicinanze, così Ranma fa ridere Genma, facendo cadere i capelli. Hinako trova del pesce combattente siamese con un chi inesauribile che usa per mantenere la sua forma adulta. Ranma inizialmente cerca di batterla ma riconosce la sua preoccupazione per il suo benessere educativo e collabora. Tuttavia, inizia a comportarsi da bambina nonostante la sua forma adulta a causa dell'esaurimento. Kuno viene posseduto da un demone degli alberi e ha bisogno che Ranma lo baci per fuggire. Ranma minaccia l'albero con un'ascia e si arrende. Ranma ha la febbre così forte da riscaldare l'acqua che lo tocca, impedendo un cambiamento. Cerca di usarlo per incontrare sua madre come un uomo, ma Genma e Happosai si intromettono. Nodoka finisce per avere la febbre di Ranma e continua a farle compagnia finché non guarisce di nuovo. Infine, Ranma tocca una spatola maledetta e deve "usarla correttamente" per liberarsene. Tuttavia, è in realtà un ferro da stiro e stacca un fazzoletto per liberare la maledizione. |                    |                |

## Volumi 31-38
| 31 | 15 dicembre 1994 | ISBN 4-09-123461-5 | novembre 2003 |
| 31 | Capitoli - 323. Un nuovo allievo di Happosai (八宝斎の新弟子?, Happosai no shindeshi) - 324. Il tesoro segreto (秘宝・錦の蝶?, Hiho * nishiki no cho) - 325. Ogi-kocho Ranbu! (奥義・胡蝶乱舞?, Ogi * kocho ranbu) - 326. Senza famiglia (大安吉日・家族は留守！?, Taian kichijitsu * kazoku wa rusu!) - 327. Sia Akane sia Akari (あかねも あかりも?, Akane mo Akari mo) - 328. L'ombrello leggendario dell'amore (伝説の相合ガサ?, Densetsu no aiaigasa) - 329. Scontro al corso di nuoto (激突!! 水泳教室?, Gekitotsu!! suiei kyoshitsu) - 330. Lotteria estiva (サマー・ジャンボ・冷し中華?, Sama * janbo * hiyashi chuka) - 331. La bambola vendicatrice (怪談・仕返し人形?, Kaidan * shikaeshi ningyo) - 332. Le trappole della bambola (人形の罠?, Ningyo no wana) - 333. Corso di naufragio (アロハ漂流教室?, Aroha hyoryu kyoshitsu) |                    |               |
| 31 | Trama Rakkyosai, un vecchio amico di Happosai, finge di essere suo pronipote attraverso l'acqua del bambino annegato. Lui e Happosai collaborano per ottenere una stampa del seno di Ranma usando una speciale pietra da inchiostro multicolore, ma falliscono. Ryoga trova la strada di casa e sia Akari che Akane gli fanno visita. Ranma lo punisce per due volte, fingendosi la sua cameriera e creando situazioni imbarazzanti. In una giornata piovosa, Ranma e gli altri spezzano l'ombrello dell'amore, un artefatto che genera affetto tra due persone che stanno sotto di esso. Durante la lezione di ginnastica, Hinako sfida Akane a una gara di nuoto, ma nessuna dei due riesce a nuotare. I loro continui tentativi distruggono la piscina. Cologne organizza una gara di cibo per sbarazzarsi di un disgustoso brodo di pasta fredda. Il premio è uno speciale spaghetto che dà forza, nascosto in una delle scodelle e Ranma, Ryoga e Kuno quasi muoiono per cercarlo. In una giornata di primavera, uno spirito di bambola scambia corpo con Akane per vendicarsi di Ranma per averlo fatto cadere. Akane recupera il suo corpo dopo essere caduta nella fonte con la bambola. Il preside Kuno naufraga il corpo studentesco su un'isola deserta e viene infettato da Aloha Virus, che trasforma le persone in turisti senza mente. |                    |               |
| 32 | 15 marzo 1995 | ISBN 4-09-123462-3 | dicembre 2003 |
| 32 | Capitoli - 334. Una ragazza brillante (光る少女?, Hikaru shojo) - 335. La trasformazione di Rouge (ルージュ変身!!?, Ruju henshin!!) - 336. L'utilizzo della fonte della forza ("力の源"使用法?, "Chikara no minamoto" shiyoho) - 337. Two platoon fiammeggianti (炎のツープラトン?, Honoo no tsupuraton) - 338. Un colpo segreto! Toshu koko randa (秘拳！徒手孝行乱打?, Hiken! toshu koko randa) - 339. Asuka dei gigli bianchi (白ユリの飛鳥?, Shira-yuri no Asuka) - 340. La fine della gara (彼氏で白黒つけましょう！?, Kareshi de shirokuro tsukemasho!) - 341. Il maestro d'arti marziali prescelto (選ばれた武道家?, Erabareta budo-ka) - 342. Il complotto di Ranma (乱馬の陰謀?, Ranma no inbo) - 343. La verità (初めて本音を言ったのに…?, Hajimete honne o itta noni...) - 344. La distanza fra i due (二人の距離?, Futari no kyori) |                    |               |
| 32 | Trama Una ragazza cinese di nome Rouge ferisce gravemente Collant Taro con il potere della sua forma maledetta: l'Asura dalle molte braccia e dai molti volti. Ranma si allea con Taro per terminare la battaglia prima che il dojo sia completamente distrutto. Quando Taro non cessa l'attacco, Ranma aiuta Rouge a buttarlo fuori e lei lascia pacificamente. Kodachi duella la sua rivale, Asuka Saginomiya, sul cui fidanzato è meglio. Akane permette a Kodachi di portare Ranma a causa del suo orgoglio per la sua attrattiva. Quando è il turno di Asuka di rivelare il suo fidanzato, si rivela essere un estraneo che ha rapito e che i rivali fanno di nuovo duello tra cinque anni. Soun ottiene una divisa leggendaria da artista marziale da un tempio, che dice di rendere più forte chi la indossa. Scegli Akane come suo maestro e Ranma non è in grado di sconfiggerla. Per superare l'uniforme, deve rubare il cuore di chi lo indossa. Mentre seduce Akane, Ranma si rende conto di quanto sia carina e cerca di esprimere i suoi sentimenti genuini. Tuttavia, Akane non gli crede, pensando che sia semplicemente geloso della divisa. Per trasmettere la sua sincerità, Ranma protegge Akane da una lunga caduta che rompe l'uniforme nel processo. |                    |               |
| 33 | 15 giugno 1995 | ISBN 4-09-123463-1 | gennaio 2004  |
| 33 | Capitoli - 345. Medicina d'amor (愛の特効薬?, Ai no tokkoyaku) - 346. La rabbia di Kasumi (かすみさんが怒った?, Kasumi-san ga okotta) - 347. Mangiane tanto quant'è la tua età (年の数だけ?, Toshi no kazu dake) - 348. Andiamo a funghi! (キノコの森に行こう！?, Kinoko no mori ni ikô!) - 349. Lontani dai sedici centimetri (遠い16cm?, Toi 16 cm) - 350. Le due Shan-pu (二人のシャンプー?, Futari no Shampoo) - 351. Un'altra notte di gratitudine (今宵も恩返し?, Koyoi mo ongaeshi) - 352. Le tavolette votive imbizzarrite (迷惑!!暴れ絵馬?, Meiwaku!! abare ema) - 353. Viaggio alle terme (早乙女一家温泉旅行?, Saotome-ikka onsen ryoko) - 354. Quando un polipo ti prende di mira... (タコが狙ってる?, Tako ga neratteru) - 355. Un incontro mortale (激闘！お面デスマッチ?, Gekito! o-men desumatchi) |                    |               |
| 33 | Trama Un ragazzo ospedalizzato di nome Densuke si rifiuta di prendere le sue medicine finché non esce con una ragazza carina, quindi Ranma lo prende come suo dovere. Kasumi appare sconvolta dopo che Soun porta fuori tutti gli altri a cena, lasciandosi sprecare. Tuttavia, stava semplicemente cercando di liberarsi di un gatto prima che Ranma tornasse a casa. Ryoga e Ranma mangiano un fungo speciale che li regredisce all'età di cinque anni. Il loro costante combattimento quasi distrugge tutti i funghi riparatori, così Akane li coltiva in segreto. Mousse dà una sciarpa che ha lavorato a una statua di jizo dopo che Shampoo lo ha respinto. La statua prende la forma di Shampoo per ringraziarlo. Ranma, Akane e Cologne mettono in scena un intervento quando la sua vita notturna con la statua gli impedisce di dormire. Qualcuno distrugge tutte le offerte di buona fortuna dagli studenti che sostengono gli esami di ammissione. Il colpevole risulta essere il brutto cavallo del santuario, offeso dal suo ritratto troppo realistico sulle offerte. In una località termale, Ranma e Genma incontrano Nodoka, che li riconosce dai cappotti che ha fatto per loro molto tempo fa. Hayato Myojin, uno chef rivale specializzato in takoyaki, arriva a sfidare Ukyo. Indossa costantemente una maschera a causa di una precedente perdita per lei e vince il diritto di rimuoverla picchiandola. |                    |               |
| 34 | 15 agosto 1995 | ISBN 4-09-123464-X | febbraio 2004 |
| 34 | Capitoli - 356. La vigilia della primavera (節分!!鉄砲豆?, Setsubun!! teppo mane) - 357. Un piccolo cuore (小さなハート?, Chiisa na hato) - 358. Picchiamo il preside! (校長を殴ろう！?, Kocho o naguro!) - 359. Prostratevi! (土下座させまーす！?, Dogeza sasema–su!) - 360. La guerra dei seni! (バストバトル！?, Basuto batoru!) - 361. Abbasso il maniaco! (成敗！変態少年?, Seibai! hentai shonen) - 362. Il seno e la madre (ちちと母?, Chichi to haha) - 363. Il primo incontro del momento del trionfo (晴れ姿 ご対面?, Hare sugata go-taimen) - 364. Guarda il vero me stesso (本当の俺を見てください?, Honto no ore o mite kudasai) - 365. Un incubo! (悪夢！春眠香?, Akumu! shunmin ko) - 366. Hohoemi Sannen Goroshi (微笑み三年殺し?, Hohoemi sannen-goroshi) |                    |               |
| 34 | Trama Soun riceve una pianta "Shotgun Bean", che spara fagioli a chiunque mostri rabbia. I Tendo e i Saotome non riescono a sconfiggerla finché Kasumi non entra e lancia la fastidiosa pianta. Una bambina malata chiede ad Akane di consegnare il cioccolato per San Valentino alla sua cotta precoce, Ranma. Akane riesce con difficoltà e gli dà anche il suo cioccolato. Hinako scarica la statua del preside Kuno del suo chi negativo, accumulata da anni di studenti che si inchinavano davanti a lui. Il chi la fa agire come un delinquente fino a quando non spende tutto sconfiggendo il preside. Akane e Ranko vanno a fare spese con Nodoka e le circostanze le fanno pensare che un pervertito sia a piede libero. Dopo aver scoperto il presunto pervertito è Ranma, è felice di vederlo fare cose cattive con la sua fidanzata. Tuttavia, Ranma deve convincere sua madre della sua virilità dopo che è stato visto in abiti femminili a causa dell'interferenza di Happosai. Nodoka è soddisfatto quando lo vede mentre tenta di sbirciare Akane nel bagno. Più tardi, Akane annusa un po' 'dell'incenso del sonno di Happosai destinato a Ranma e inizia a recitare i suoi sogni. La svegliano con un incenso che respinge le zanzare che le ricorda l'estate. Mousse crede che Shampoo stia usando il Three Years Smile of Death, l'ultima tecnica passiva-aggressiva, su di lui ma si rivela essere un fraintendimento. |                    |               |
| 35 | 15 novembre 1995 | ISBN 4-09-123465-8 | marzo 2004    |
| 35 | Capitoli - 367. I due Ranma (二人の乱馬?, Futari no Ranma) - 368. Un rapporto a triangolo isoscele (二等辺三角関係?, Nitohen sankaku kankei) - 369. Recuperate il portacipria! (コンパクトを奪え!!?, Konpakuto o ubae) - 370. Una coppia perfetta (究極のカップル?, Kyūkyoku no kappuru) - 371. Noi due soli (二人でお留守番?, Futari de o-rusuban) - 372. Kunoichi sisters! (戦慄クノ一シスターズ?, Senritsu! kunoichi shisutāzu) - 373. Una Kunoichi sfortunata (不幸のくノ一?, Fuko no kunoichi) - 374. Konatsu sfugge dalla famiglia (抜け忍 小夏?, Nukenin Konatsu) - 375. Ranma vs Konatsu (乱馬vs小夏?, Ranma VS Konatsu) - 376. La felicità di Konatsu (小夏のしあわせ?, Konatsu no shiawase) - 377. Il bambù nano del destino (縁結びの笹?, Enmusubi no sasa) |                    |               |
| 35 | Trama Dopo che Ranma ragazza guarda in uno specchio maledetto, uno spirito copia la sua forma. Quando lo spirito scopre la maledizione di Ranma, si innamora di Ranma maschio e diventa geloso di Akane. Il vecchio che possiede lo specchio dà a Ranma uno specchio compatto per sigillare lo spirito. Lo spirito cerca di eludere la cattura fino a quando Ranma maschio guarda di nuovo lo specchio maledetto e produce un'altra copia che si innamora della prima copia, distraendoli abbastanza a lungo da riparare il sigillo dello specchio. Ranma distrugge accidentalmente un raro biglietto del concerto di Nabiki e passa la giornata con lei per ripagarla, durante la quale lei continua a stuzzicarlo e lo ricatta. Happosai porta Ranma e Genma in un caffè gestito da ninja femmine, ma lo distrugge quando scopre la bruttezza delle gestrici. La matrigna ninja e le sorellastre mandano Konatsu a vendicarsi. Ukyo ha pietà della ninja e le offre un lavoro come cameriera. Ranma, Ukyo e Akane la aiutano a sconfiggere la sua abusiva matrigna per guadagnarsi la libertà e scoprono che lei è in realtà un ninja maschio. In un festival di Tanabata, le predizioni del matrimonio di Ranma e Akane si attaccano alle varie fortune degli altri, maledicendole come schiave d'amore di quelle persone. Fanno di tutto per recuperare le loro predizioni e ripristinare la loro fortuna. |                    |               |
| 36 | 15 febbraio 1996 | ISBN 4-09-123466-6 | aprile 2004   |
| 36 | Capitoli - 378. Il complotto sulla spiaggia Kuragehama (海月浜の陰謀?, Kurage hama no inbo) - 379. Coming soon (カミング・スーン?, Kamingu sūn) - 380. Visita alla tomba della famiglia Saotome (早乙女家墓参り?, Saotome ke hakamairi) - 381. Papà e mamma di nuovo insieme (早乙女夫婦再会?, Saotome fufu saikai) - 382. Una madre sospettosa (母の疑惑?, Haha no giwaku) - 383. Ranma fa harakiri (乱馬切腹?, Ranma seppuku) - 384. Un incontro e un addio (再会と別れ?, Saikai to wakare) - 385. Ranma si congeda dalla famiglia Tendo (乱馬、天道家を去る?, Ranma, Tendo-ke o saru) - 386. Un regalo dalla mamma (母の贈り?, Haha no okuri mono) - 387. Punta sull'anello! (リングにかける!!?, Ringu ni kakeru!!) - 388. Arraffa clienti! (力ずく繁盛記?, Chikarazuku hanjo ki) |                    |               |
| 36 | Trama Akane è la decimillesima persona ad annegare alla spiaggia delle meduse e vince uno speciale costume da bagno che le permette di nuotare. Vince una gara di nuoto a lunga distanza e saluta il re delle meduse. Ryoga cerca di avere un appuntamento con Akari, ma il suo scarso senso dell'orientamento rende il tutto molto più difficile di quanto dovrebbe essere. Genma porta Ranma nella tomba di famiglia, cercando di rubacchiare il tesoro della famiglia, ma Nodoka lo recupera prima. Genma ruba il tesoro, una medaglia per un concorso di arti marziali del quartiere, mentre rimangono nella stessa locanda. Ranma decide di incontrare sua madre come un uomo e restituire il tesoro. Nodoka sospetta il segreto di Ranma, ma lui persevera e la salva dal cadere nell'oceano, provando la sua virilità. Genma interferisce e cadono tutti in acqua, rivelando la loro maledizione. Nodoka ammette che Ranma è davvero un uomo tra gli uomini, anche come donna. Porta Ranma a casa per vivere con lei e lui e Akane si separano in cattive condizioni. Nodoka chiede a Ranma di consegnare un oggetto simile ad un anello ad Akane. Ha problemi perché crede che sia un anello di fidanzamento ma risulta essere solo una scatola di pillole. Ukyo si prende un raffreddore e Ranma e Akane si offrono di aiutare Konatsu a gestire il ristorante finché non migliora. Le loro buffonate allontanano i clienti e perdono denaro per il ristorante, quindi Ukyo si affretta a guarire. |                    |               |
| 37 | 15 maggio 1996 | ISBN 4-09-123467-4 | maggio 2004   |
| 37 | Capitoli - 389. I messaggeri da Jusenkyo (呪泉郷からの 使者?, Jusenkyō kara no shisha) - 390. Un violento scontro per la conquista della mappa segreta (呪泉郷地図 攻防戦?, Jusenkyō chizu kōbōsen) - 391. L'uovo di Shan-pu (シャンプーの卵?, Shanpū no tamago) - 392. Ranma parte per la Cina (乱馬 中国へ!!?, Ranma Chūgoku he!!) - 393. Il principe del monte Hooh (鳳凰山の王子様?, Hōō-san no ōji-sama) - 394. Il labirinto sotterraneo (鳳凰山地下迷路?, Hōō-san chika meiro) - 395. La battaglia nel cielo del monte Hooh (鳳凰山空中戦?, Hōō-san kuchusen) - 396. Il rapimento di Akane (あかね 呪泉郷へ?, Akane Jusenkyō he) - 397. L'anomalia delle fonti maledette (呪泉郷の変?, Jusenkyō no ihen) - 398. La fuga di Akane (あかね逃亡?, Akane tōbō) |                    |               |
| 37 | Trama Plum, la figlia della guida delle fonti maledette, arriva in Giappone portando cattive notizie. Le arpie del Monte Hooh vogliono impossessarsi del segreto delle fonti e se ci riescono, tutte le fonti maledette si prosciugheranno. Il capitano Kiema e i suoi luogotenenti, Koruma e Masala, affrontano i personaggi maledetti per il segreto. Shampoo viene sottoposta a lavaggio del cervello e recupera la mappa del segreto delle fonti per Kiema. La popolazione delle arpie fugge in Cina con Shampoo e la mappa al seguito e gli altri li seguono. Un bambino di nome Safulan li aiuta ad arrivare più velocemente alla montagna con il suo Kinjakan, un'arma da bastone a base di sole. Tuttavia, risulta essere il sovrano delle arpie e li fa cadere in una trappola, ma non prima di rubare il Kinjakan. Lo usano per dirigersi verso il monte, dove Ranma e Kiema hanno un duello aereo. Ranma la manovra e riescono a recuperare la mappa rubata prima di essere espulsa dal palazzo. Kiema cattura Akane e la porta alle fonti per creare una nuova fonte della fanciulla affogata. Sopravvive, ma Kiema usa la fonte per travestirsi da Akane e ruba il Kinjakan e la mappa. Pluma guida la squadra alla cascata di Jusendo, la fonte d'acqua di Genma. Shampoo si confronta con loro e fa il lavaggio del cervello a Genma mentre Akane fugge dalla sua cella. |                    |               |
| 38 | 15 giugno 1996 | ISBN 4-09-123468-2 | giugno 2004   |
| 38 | Capitoli - 399. La fenice e il drago (鳳凰と竜?, Hōō to ryuu) - 400. La metamorfosi di Safulan (サフラン変態?, Safuran hentai) - 401. Il rubinetto del drago (竜の蛇口?, Ryū no jaguchi) - 402. L'ultimo ricordo (最後の思い出?, Saigo no omoide) - 403. La nascita di Safulan (サフラン誕生?, Safuran tanjō) - 404. Ranma contro Safulan (激突!! 乱馬vsサフラン?, Gekitotsu!! Ranma VS Safuran) - 405. La potenza del Gekkaja (月渦蛇の力?, Gekkaja no chikara) - 406. Il sorriso di Akane (あかねの微笑み?, Akane no hohoemi) - 407. Ranma e Akane (最終話 らんまとあかね?, Saishōwa Ranma to Akane) |                    |               |
| 38 | Trama Akane incontra la guida e osservano Safulan usare il Kinjakan per far bollire le acque di Jusendo, provocando la sua trasformazione in adulto. Akane tocca il Kinjakan nel tentativo di salvare Ranma dalla trappola di Safulan, ma il calore dell'arma fa evaporare tutta l'acqua nel suo corpo, riducendola alle dimensioni di una bambola. Ranma deve usare la coppia basata sulla luna di Kinjakan, Gekkaja, per attivare le fredde acque di Jusendo che ripristinerebbero Akane alla normalità. L'attacco iniziale distrugge la fonte di acqua calda e fa crollare prematuramente l'uovo di Safulan, ma Ranma viene buttato fuori e catturato da Shampoo. La loro lotta termina quando il lavaggio del cervello di Shampoo è rotto e Safulan emerge dal suo uovo. Ranma usa i poteri gelidi della Gekkaja per attirare Safulan in una manovra per avvicinarsi abbastanza da bloccarlo. Safulan contrasta con il Kinjakan e una massiccia palla di fuoco a cui Ranma sopravvive congelandosi. Akane usa il suo corpo di bambola per dare un pugno alla prossima palla di fuoco di Safulan, permettendo a Ranma di sparare un colpo direttamente nel suo cuore. Mentre la forza vitale di Akane svanisce, Ranma distrugge l'ugello dell'acqua fredda e ripristina il suo corpo. Credendo che lei sia morta, lui le confessa il suo amore mentre si sveglia. Ritornano in Giappone, dove Soun e Nodoka hanno preparato i matrimoni. La guida manda una singola dose di acqua della fonte dell'uomo annegato come regalo di nozze, ma Happosai beve l'acqua e Soun rimanda il matrimonio fino a quando tutti gli altri impegni possono essere risolti. Il manga si chiude con Ranma e Akane che corrono a scuola insieme. |                    |               |